# Реабілітаційний центр бурого ведмедя
48°33′14″ пн. ш. 23°39′28″ сх. д. / 48.553888888889° пн. ш. 23.657777777778° сх. д.

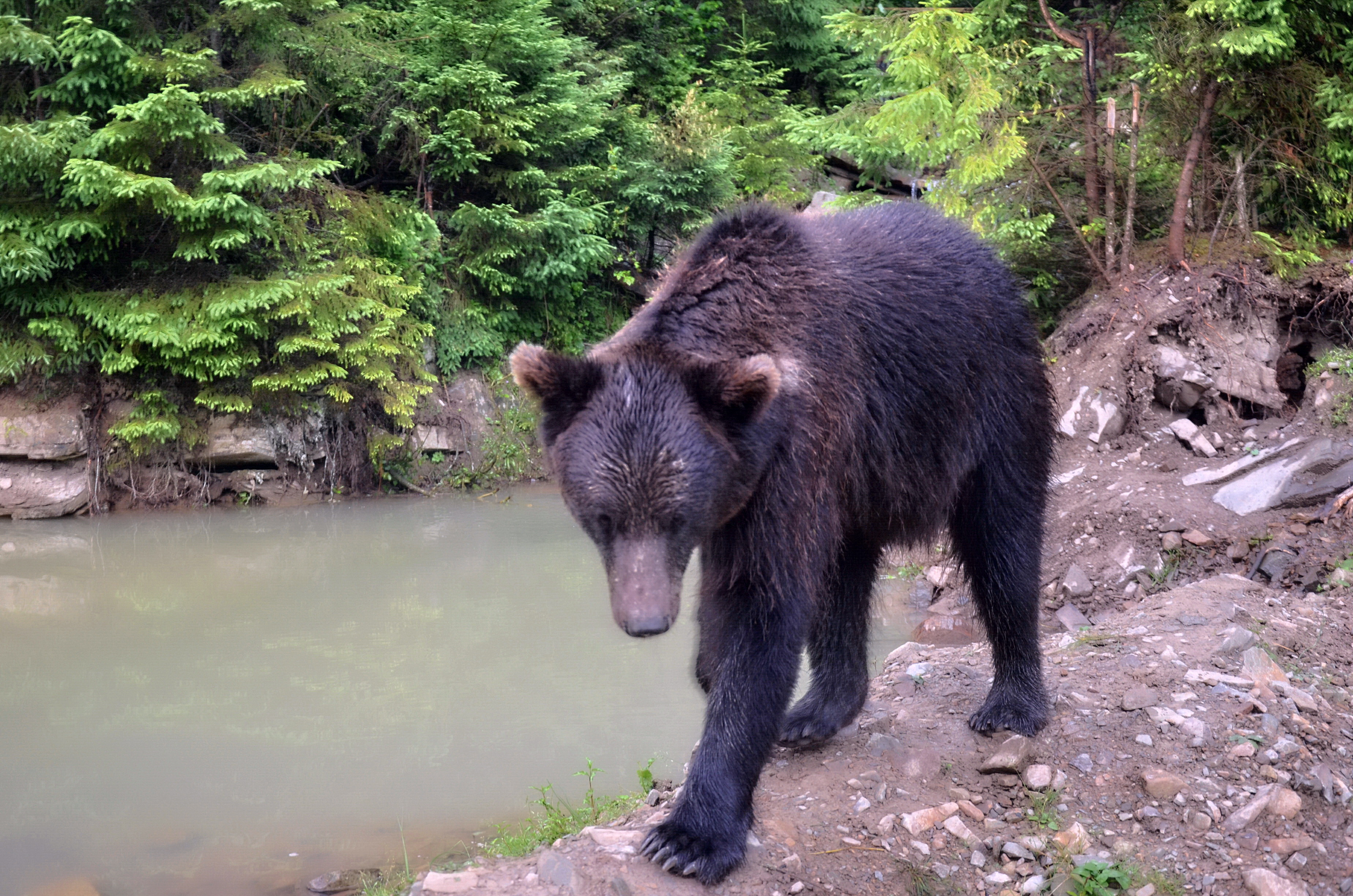
Молодий ведмедик Беня в Реабілітаційному центрі.

Реабілітаційний центр бурого ведмедя — спеціалізований центр реабілітації особин бурого ведмедя, які зазнали жорстокого поводження або постраждали внаслідок стихійного лиха. Також це місце тимчасового перебування конфіскованих тварин, подальша доля яких вирішується в судовому порядку у зв'язку з порушенням законів України, відтворення їх природної популяції.

## Історія
Діє з 2011 року на території НПП «Синевир» (Закарпатська область), де ландшафтні та кліматичні умови відповідають природному середовищу існування ведмедів. Первинно для облаштування парку Міністерство екології виділило близько 2,5 млн грн. Територію центру огороджено електромережею та відеоспостереженням, огорожена металевою сіткою.
Центр є популярним місцем відвідування туристами, вхід на територію платний.

## Територія
Реабілітаційний центр бурих ведмедів розташовано на ділянці лісу, площею 12 га. У верхній його частині споруджено 6 кліток та 2 секції для утримання груп та одиночних тварин різного віку та стану здоров'я. В 2019 році побудовано новий воль'єр розміром 6 га.

## Реабілітація
Нові тварини, після проходження необхідної медичної допомоги (транквілізація тварин, дегельмінтизація, дезінфекція, виконання щеплень проти сказу, антибіотикотерапія, гельмінтоскопія), потрапляють на територію вольєрів, де відбувається адаптація до напіввільних умов перебування. Карантин може тривати декілька тижнів, після чого ведмеді переїжджають у виділений їм воль'єр. Їм здійснюють ветеринарний огляд, стоматологічні та інші обстеження. Ведмеді повертають собі деякі природні інстинкти, а саме вони почали засипати на зиму та рити собі барлоги та впадати в зимову спячку. Окрім того їжу для ведмедів доглядачі ховають для того щоб вони її шукали відновлюючи відповідні навички та інстинкти.

## Ведмеді
Станом на 2020 рік у центрі мешкали понад 20 тварин а у 2021 році їх кількість зросла до 33 (5 з яких перебувають тимчасово). В основному в центр тварини поступають після вилучення у власників або добровільної їх передачі через неможливість утримання у відповідних умовах. Також в 2017 році центрі народилися ведмежата.

### Дюрі
Ведмідь Дюрі був першим ведмедем в центрі. До цього був атракціоном для туристів на Рахівщині, голодував і харчувався лише відходами.

### Беня
Ведмідь Беня перед тим як потрапити до центру для господарів танцював на розпеченій плитці, мав недостатню вагу. Почувши музику ведмідь нервово підтанцьовував.

### Роза
Ведмедиці Роза переїхала до центру з Вінницької області де 5 років вона прожила в тісній клітинці на автозаправці.

### Іра
Ведмедиця Іра є найстарішою в центрі. Вона жила на Хмельниччині в клітинах із підлогою з арматури, тож її кігті врізалися в лапи тож їй важко пересуватися.

### Потап
Ведмідь Потап використовувався для тренування для мисливських собак.

### Стелс, Бубочка та Малюк
Ведмеді Стелс, Бубочка та Малюк до того як потрапити в центр служили в цирку.

### Вінні і Мишко
Ведмежатами їх знайшли у лісі без мами та оскільки в дикій природі вони б не вижили — їх передали до центру.

## Ціни
Щодо ціни відвідування Реабілітаційного центру бурого ведмедя, вона залежить від типу екскурсії та послуг, які ви оберете. Центр пропонує різноманітні пакети для туристів з різними бюджетами та інтересами. Ви можете вибрати екскурсію з професійним гідом, де ви дізнаєтеся більше про ведмедів та їхню реабілітацію, або ви можете самостійно досліджувати центр на свій розсуд. Безперечно, вартість цінної взаємодії з природою та ведмедями виправдовується незабутнім досвідом та підтримкою реабілітаційних зусиль.